# Rantau Kapas Tuo
Rantau Kapas Tuo is een bestuurslaag in het regentschap Batang Hari van de provincie Jambi, Indonesië. Rantau Kapas Tuo telt 1077 inwoners (volkstelling 2010).